# Arthur Lyon
Arthur St. Clair Lyon (New York, 1º agosto 1876 – Santa Monica, 13 giugno 1952) è stato uno schermidore statunitense, vincitore di una medaglia di bronzo nella scherma ai giochi olimpici.